# Piseinotecus sphaeriferus
Piseinotecus sphaeriferus is een slakkensoort uit de familie van de Piseinotecidae. De wetenschappelijke naam van de soort is voor het eerst geldig gepubliceerd in 1965 door Schmekel.